# Lukmanierpass
Der Lukmanierpass (italienisch Passo del Lucomagno, rätoromanisch Cuolm Lucmagn oder Pass dil Lucmagnⓘ), 1917 m ü. M., ist ein Schweizer Alpenpass an der Grenze zwischen den Kantonen Graubünden (Gemeinde Medel (Lucmagn)) und Tessin (Ortschaft Olivone in der Gemeinde Blenio). Der Name leitet sich ab vom lateinischen lucus magnus, der «grosse Wald».

## Geografie
Der nördliche Zustieg führt von Disentis/Mustér durch das Val Medel zur Passhöhe. Nach dem Bau des Staudamms Santa Maria mussten die Verkehrswege verlegt werden; Wanderer können den See westseitig umgehen und steigen dabei bei der Durchquerung des Val Rondadura höher als der Pass bis auf 1942 Meter, während der Kulminationspunkt der Strasse auf 1972 m ü. M. in der Galerie nördlich der Passhöhe liegt. 
Südwärts gelangt man durch das Bleniotal nach Biasca. Der Lukmanierpass trennt die Gotthard-Gruppe im Westen von den Adula-Alpen im Osten. Über den Lukmanierpass verläuft die Europäische Wasserscheide. Das Wasser fliesst durch das südlich des Alpenhauptkamms gelegene Val Cadlimo in Sichtweite des Passes als Medelser Rhein in Richtung Nordsee.
Der Lukmanierpass bietet die einzige Möglichkeit, die Schweizer Alpen mit dem Auto zu überqueren (im Sinne einer Nord-Süd-Querung), ohne eine Meereshöhe von 2000 Metern zu überschreiten oder einen längeren Tunnel zu befahren.

## Geschichte

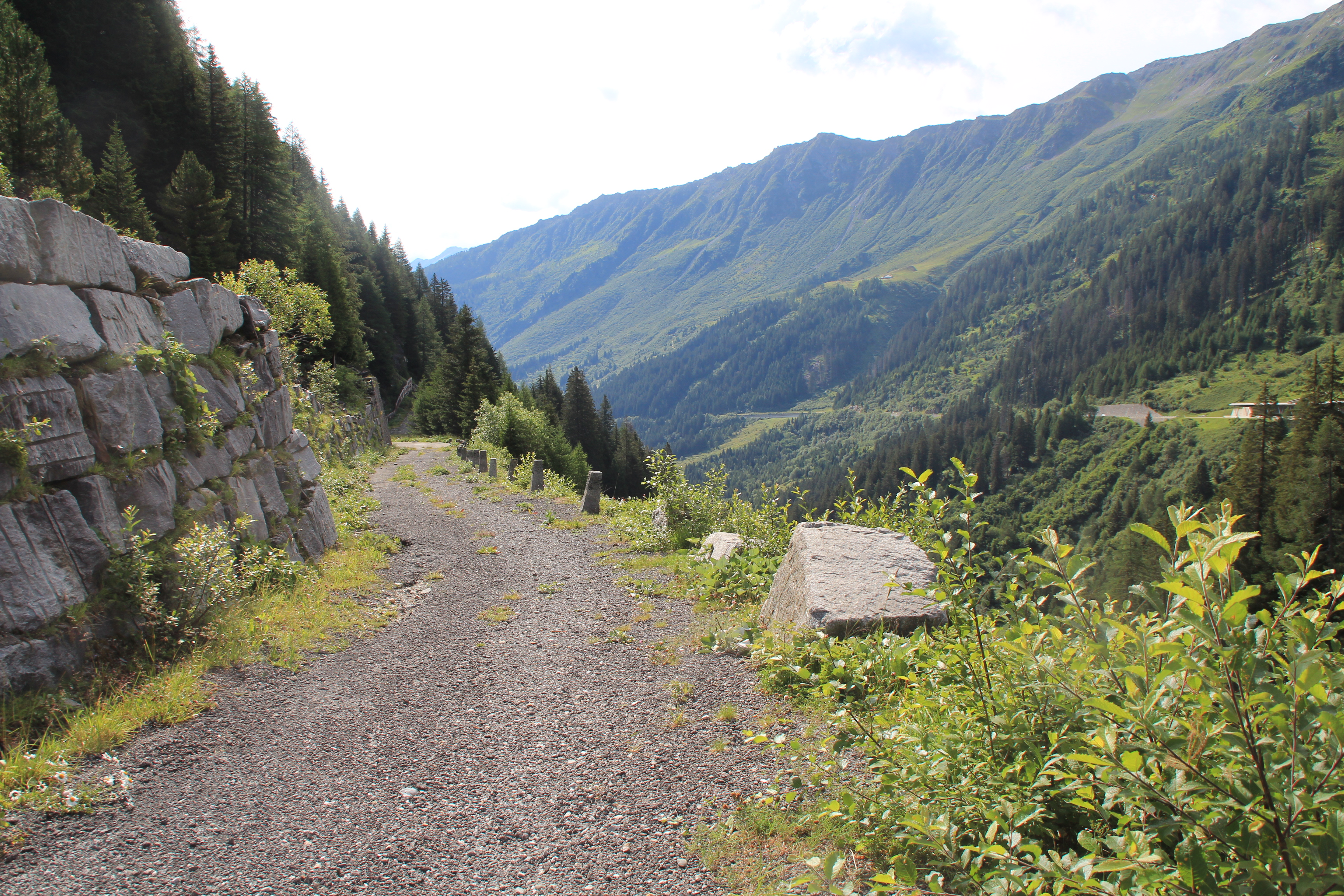
Links die alte Strasse auf der linken Talseite, rechts hinten die neue

Der Fund eines römischen Münzschatzes bei Malvaglia deutet darauf hin, dass der Pass bereits zu jener Zeit begangen war. Seine erste Blüte erlebte er im Fränkischen Reich, als Anfang des 8. Jahrhunderts das Kloster Disentis gegründet wurde. Im Hoch- und Spätmittelalter, vor allem zur Zeit der Staufer, galt der Lukmanier als wichtigste Nord-Süd-Verbindung der Schweiz, verlor diese Rolle dann an Gotthard- und Splügenpass, welche den Nachteil der rund 200 m höheren Kulmination durch direktere Linienführung ausgleichen. 1374 errichtete das Kloster unterhalb der Passhöhe ein der heiligen Maria geweihtes Hospiz. 1964 mussten Hospiz und Kapelle dem Stausee weichen. Beide wurden an der Passstrasse wiederaufgebaut. Das neue Hospiz wurde am 1. August 1965 eingeweiht. Der Bau der Kapelle wurde von den NOK finanziert, sie wurde 1967 eingeweiht.
Mitte des 19. Jahrhunderts bevorzugte man bei der Linienwahl für eine Alpenbahn zwischen der Deutschschweiz und dem Tessin zeitweise die Lukmanierroute, die ohne teuren Scheiteltunnel ausgekommen wäre, entschied sich aber 1869 zugunsten der Gotthardbahn durch das Reusstal und die Leventina. Obwohl 1872 (Graubünden) bzw. 1877 (Tessin) eine moderne Fahrstrasse über den Lukmanier eröffnet wurde, sank die Bedeutung des Passes, der durch den Bau der Gotthardautobahn mit dem 1980 eröffneten Gotthard-Strassentunnel als überregionale Verkehrsachse endgültig ausgedient hatte. Im Zusammenhang mit der Anlage des Stausees Lai da Sontga Maria der Kraftwerke Vorderrhein auf der Bündner Seite wurde die Strasse in den 1960er-Jahren in eine Galerie verlegt.
Von 1877 bis 1950 wurden an der Lukmanierpassstrasse fast keine Renovationen und Änderungen vorgenommen. Von 1950 bis 1972 wurde die Strasse verbreitert und zum Teil neu errichtet. Der Lukmanierpass war aber auch mit der neu errichteten Strasse im Winter jeweils geschlossen. In den Jahren 1963–1967 wurde eine neue Staumauer für den Stausee Lag da Sontga Maria errichtet. In den Jahren 1956–1990 organisierte die Schweizer Armee jeden Winter die Schneeräumung.
Am 15. Juli 1967 bildete sich eine Interessengemeinschaft aus Vertretern der Cadi und des Bleniotales mit dem Ziel, die Passstrasse ganzjährlich zu öffnen. Diese Arbeitsgruppe mit dem Namen „Pro Lucmagn“ löste sich nach einer intensiven Arbeit nach nur einem Jahr wieder auf. Zwei Grossräte des Kreises Cadi nahmen dieses Anliegen im Jahre 1997 wieder auf. Auf Initiative von Nationalrat Walter Decurtins aus Trun und Grossrat Gion Schwarz aus Disentis/Mustér formierte sich der Verein Pro Lucmagn erneut, und die Regierungen der Kantone Graubünden und Tessin signalisierten ihre Unterstützung.
Am 18. August 2000 wurde der Verein Pro Lucmagn gegründet. Die Hauptaufgabe dieses Vereins ist es, den Lukmanierpass im Winter offen zu halten. Die beiden Kantone Tessin und Graubünden beteiligten sich an den geschätzten Kosten von 750‘000 Schweizer Franken von Anfang an, die Organisation wollten sie aber nicht übernehmen. Nach einer fünfjährigen Probephase wurden die Arbeit und die Sicherheit im Winterhalbjahr auf der Passstrasse evaluiert. Die gemachten Erfahrungen waren so gut, dass die Offenhaltung des Lukmanierpasses fortgesetzt wurde. Am 20. Mai 2009 beschlossen die Regierungsräte der Kantone Tessin und Graubünden, Marco Borradori und Stefan Engler, die Winteröffnung des Lukmanierpasses auf unbestimmte Zeit.

## Varia
Die Centralschweizerischen Kraftwerke nutzten die niedrige Passhöhe zum Bau der Lukmanierleitung, einer 380-kV-Hochspannungsleitung über die Alpen. Da die Leitung älter ist als der Stausee, wurde ein Mast auf 28 Meter hohe Betonstelzen gestellt, die mitten im See stehen – auf eine kostspielige, bewilligungspflichtige Verlegung der Leitung konnte dadurch verzichtet werden.
Vom Pass aus kann man über den Passo dell’ Uomo (2218 m ü. M.) ins Val Piora wandern, an dessen Ende der Stausee Lago Ritóm liegt.

## Bilder

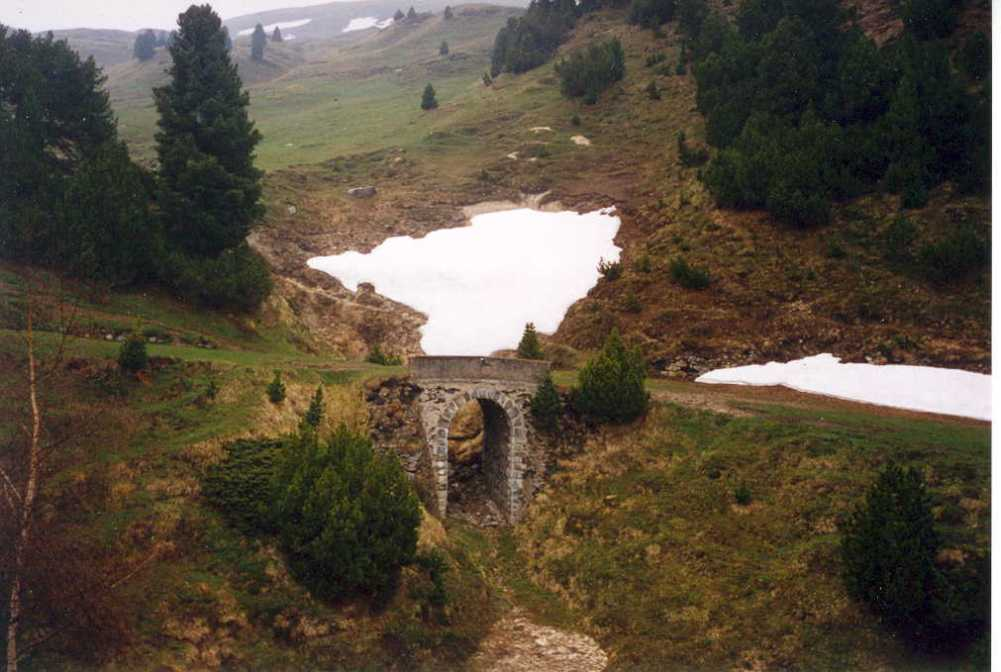
Eine Brücke der heute nicht mehr benutzten alten Lukmanierstrasse
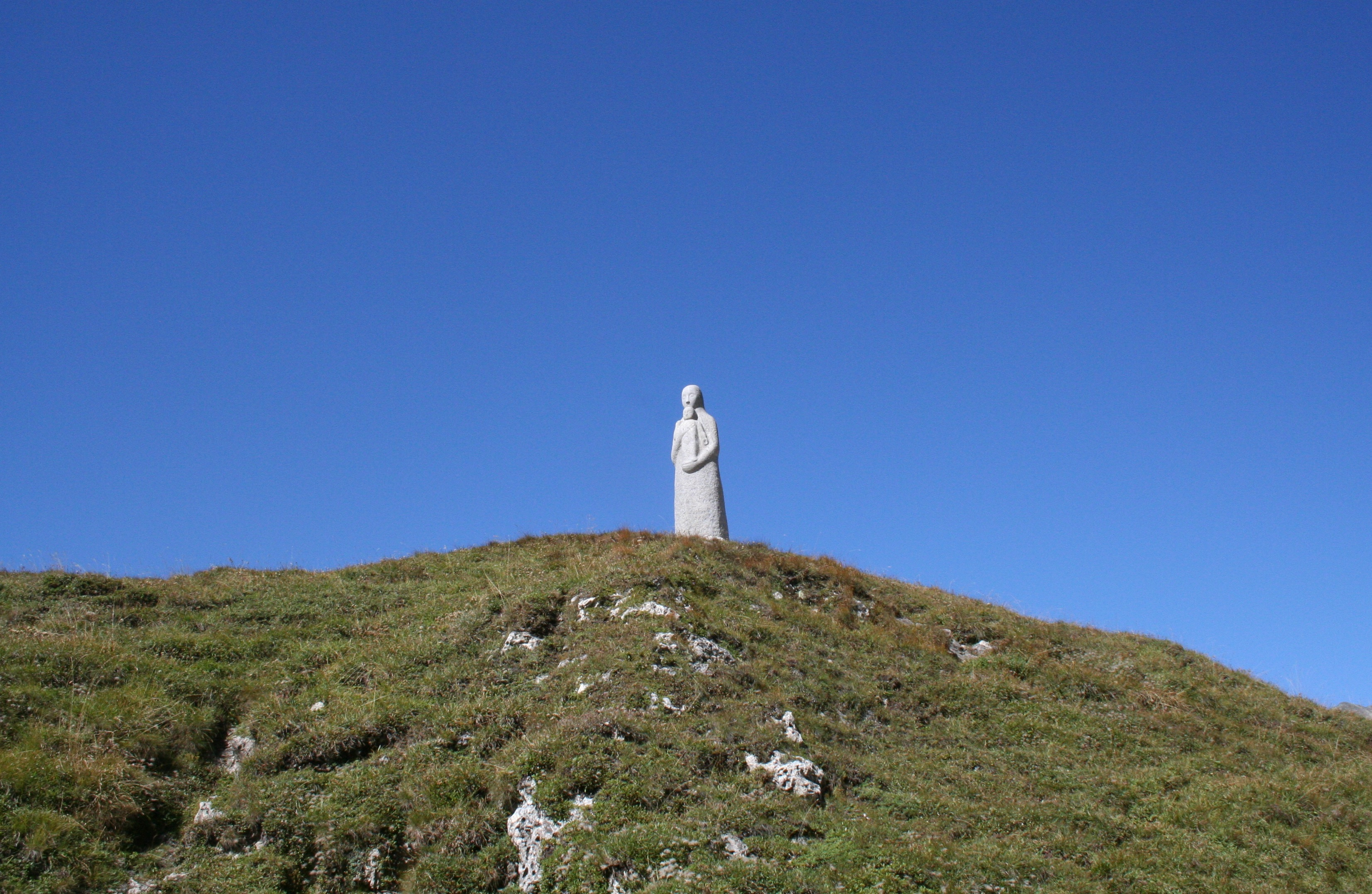
Marienfigur oberhalb des Hospiz
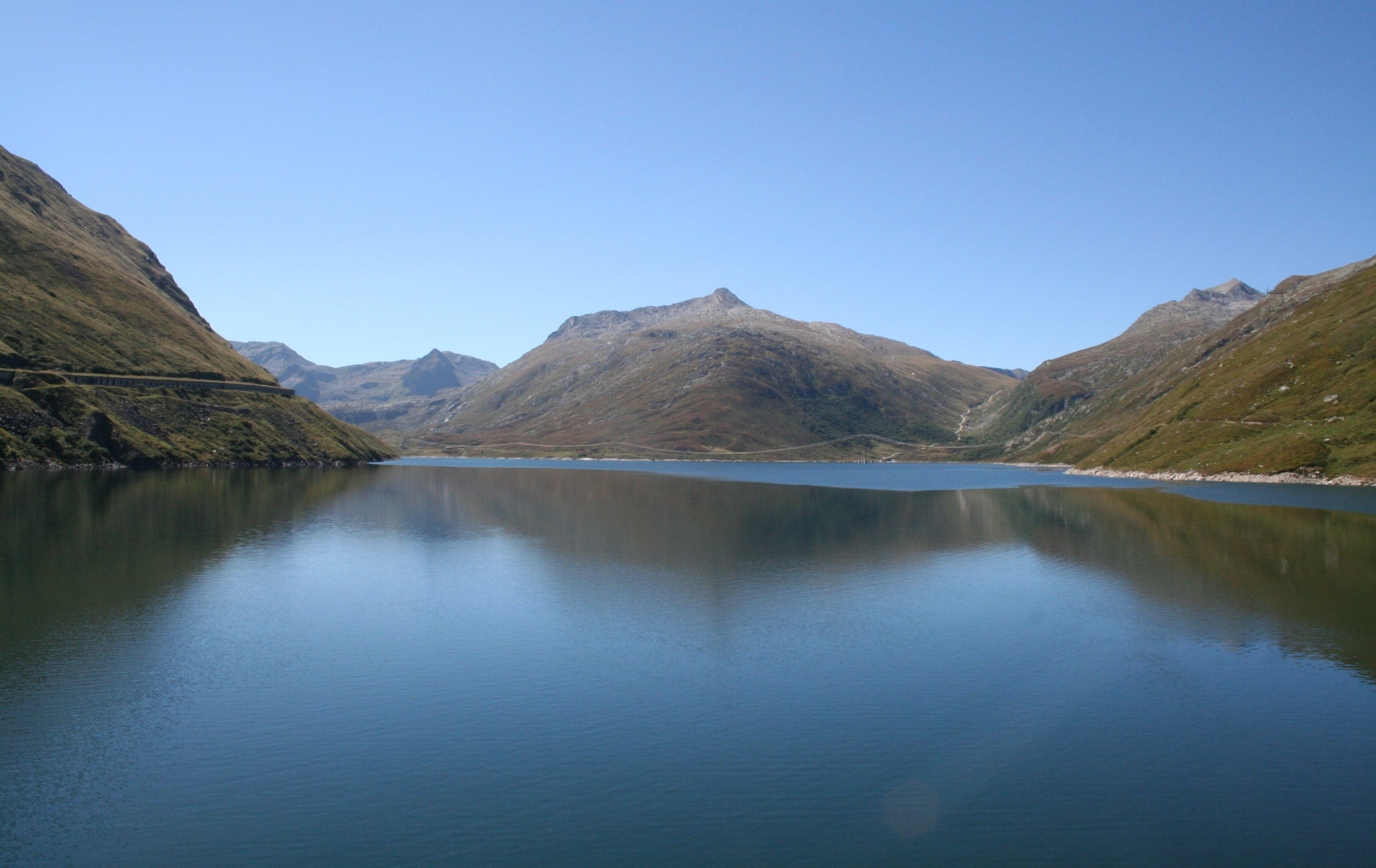
Lai da Sontga Maria
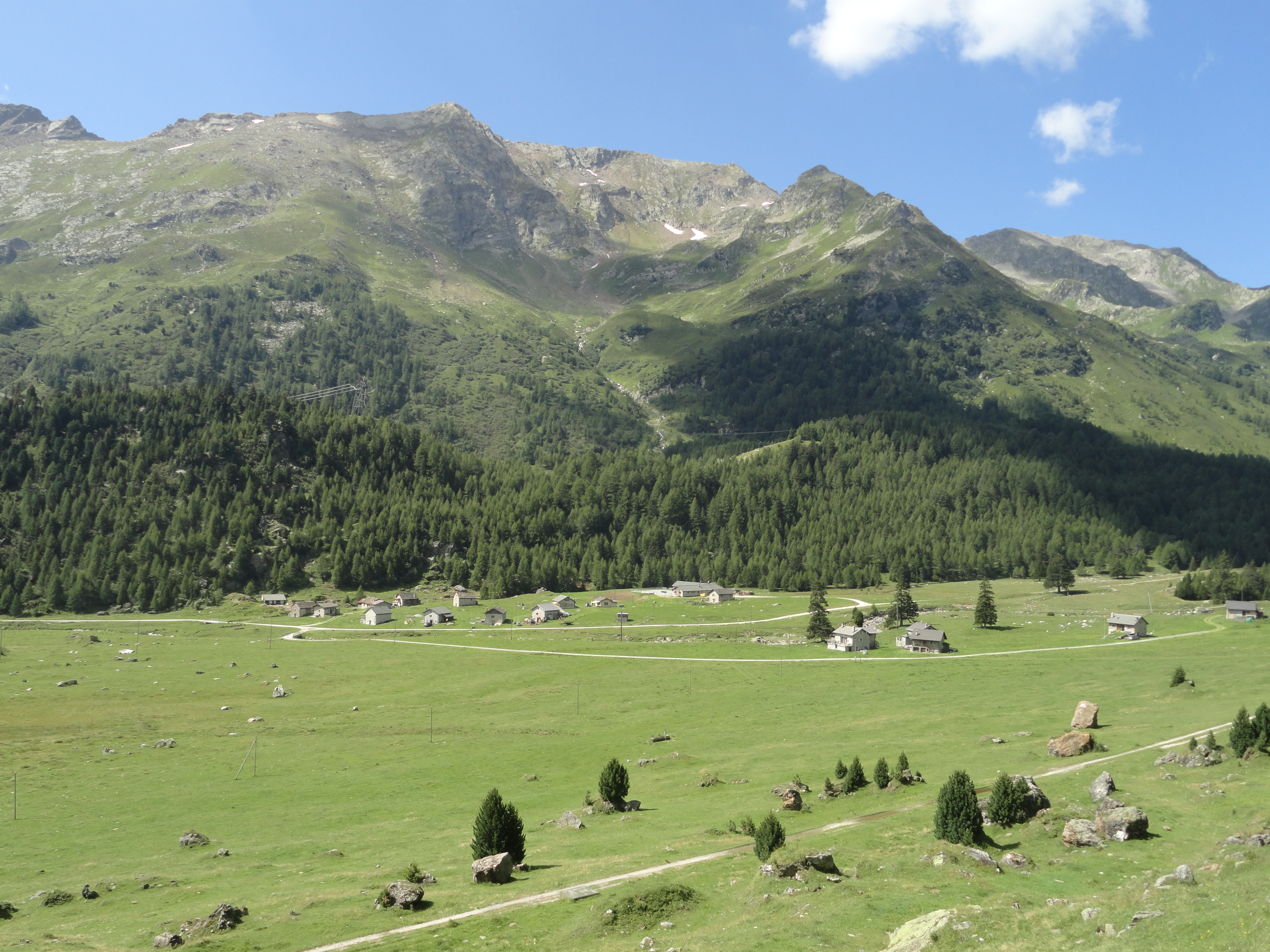
Alp „Piano“ auf der Südseite
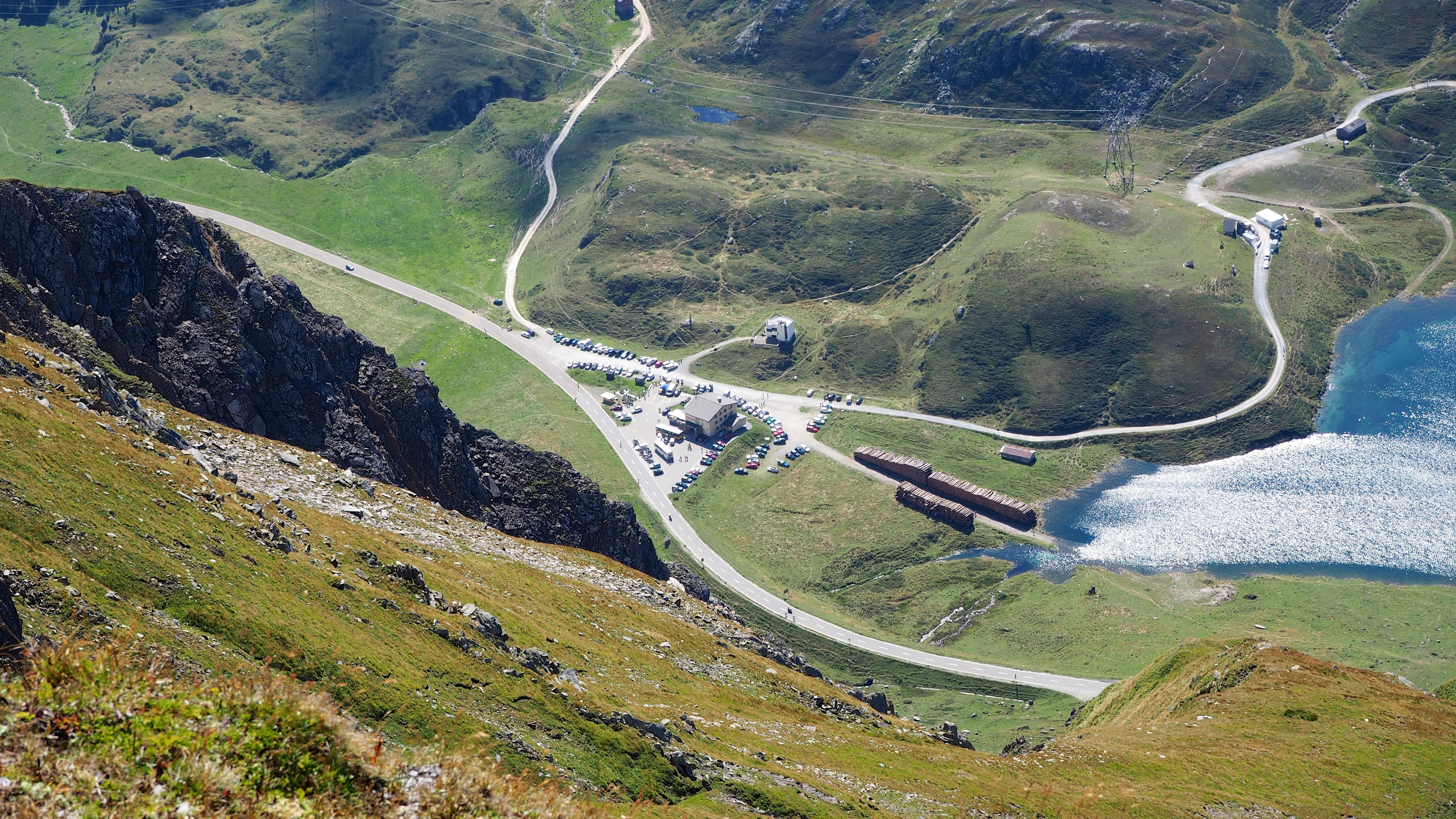
Blick von der Scopí-Westflanke auf die Passhöhe
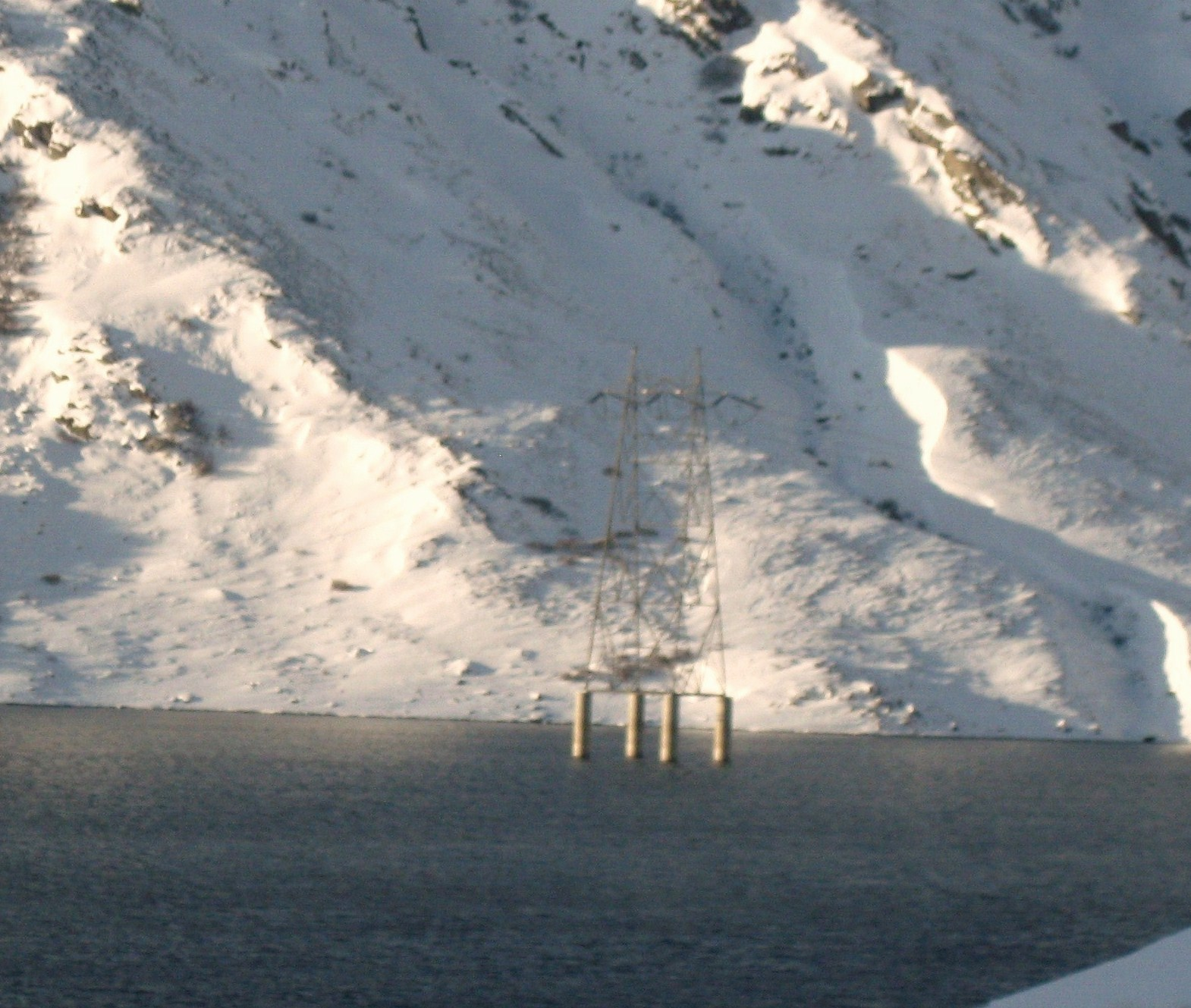
Mast der Hochspannungsleitung im See
Lukmanier, noch ohne See, historisches Luftbild von 1923, aufgenommen aus 2000 Metern Höhe von Walter Mittelholzer
Lukmanier-Passhöhe im Val Medel, Baustelle der Staumauer Sta. Maria, historisches Luftbild von Werner Friedli (1966)